# Жижилашвили, Шалва Николаевич
Шалва́ Никола́евич Жижилашви́ли (20 февраля 1913 года — 28 декабря 1992 года) — советский военный деятель, генерал-лейтенант технической службы. Герой Социалистического Труда (1943)

## Биография
Родился 20 февраля 1913 года в городе Тифлисе (ныне — город Тбилиси, столица Грузии) в семье железнодорожника, путевого рабочего. Грузин. Окончил Тбилисский железнодорожный техникум.
В 1934 году был призван в РККА. Службу проходил в железнодорожных войсках, был командиром взвода, начальником технической станции батальона. В 1939 году окончил пятимесячные курсы усовершенствования командного состава.
Участник Великой Отечественной войны с февраля 1942 года. Исполнял обязанности старшего инженера-мостовика штаба железнодорожных войск Брянского фронта. В сентябре 1942 года майор Жижилашвили был назначен командиром 82-го отдельного строительно-путевого железнодорожного батальона.
Солдаты—железнодорожники под его командованием восстанавливали пути в полосе Брянского фронта, с февраля 1943 года обеспечивали переброску войск из под Сталинграда на участках Елец — Верховье и Елец — Касторная.
Летом 1943 года батальон участвовал в восстановлении Орловского железнодорожного узла, станции Брянск-2, действовал в полосе наступления Воронежского и затем Центрального фронтов. Осенью этого же года бойцы участвовали в наведении низководного железнодорожного моста через Днепр в районе Киева.
Указом Президиума Верховного Совета СССР от 5 ноября 1943 года за особые заслуги в обеспечении перевозок для фронта и народного хозяйства и выдающиеся достижения в восстановлении железнодорожного хозяйства в трудных условиях военного времени майору Жижилашвили было присвоено звание Героя Социалистического Труда.
В конце войны полковник Жижилашвили командовал железнодорожной бригадой, после неё продолжил службу в железнодорожных войсках. 35-я железнодорожная бригада под его командование внесла большой вклад в восстановление Донбасса в первые послевоенные годы. В 1950 году окончил Военно-транспортную академию. Был заместителем командира 7-го (1950-) и 4-го железнодорожных корпусов, командиром 1- го железнодорожного корпуса по 05.1964.
С мая 1964 года по сентябрь 1973 года занимал должность начальника штаба Железнодорожных войск.
В 1973 году уволен в запас в звании генерал-лейтенанта технической службы. Жил в Москве.
Умер 28 декабря 1992 года. Похоронен на Преображенском кладбище города Москвы.

## Награды
- Медаль «Серп и Молот» № 125
- Орден Ленина № 16256
- Орден Отечественной войны I и II степени
- Орден Красной Звезды
- другие награды